# サージングオーラ
『サージングオーラ』 (Surging Aura) は、1995年3月17日に日本のセガから発売されたメガドライブ用ロールプレイングゲーム。
主人公である王子ムウを操作し、「6つの呪法典」を使用して世界を支配しようとする闇の呪法師ルフィードを倒して世界を救出する事を目的としている。セガによる「メガロープレプロジェクト」の最後となった作品であり、主人公が魔法使いである事や「呪文詠唱システム」などを特徴としている。
開発は日本メディアプログラミングが行い、シナリオは後にカプコンのPlayStation 2用ソフト『ガングリフォン ブレイズ』（2000年）を手掛けた林田浩太郎、キャラクターデザインはイラストレーターのいのまたむつみが担当している。

## ストーリー
闇の呪法師ルフィードは、6つの呪法典の力を利用し「闇の究極呪法」を発動することで世界を無に帰し、その後にみずからの望む理想国家を建国することを企んでいた。しかしその野望は大地の呪法師オーンズをはじめとする勇者たちにより「アズラーの聖戦」と呼ばれる最後の決戦をもって打ち砕かれた。その後、勇者たちはアズラーの地にパスファルダ王国を建国し、6つの呪法典は封印されることとなった。
それから20年後、パスファルダ王国の建国20周年の記念式典の最中に、突如として魔物の大群が押し寄せ、王国は戦火に包まれる。王子ムウは「呪法典の間」に逃げ込み難を逃れるが、それは復活したルフィードの狙いどおりの行動であり、ムウは戦いを挑むも敗れ去り、世界は闇に包まれる。
しかし「ムウ、あなたは世界を救うのです」という声に導かれたムウは見知らぬ異境の地へと足を踏み入れ、ルフィードを倒すための戦いを始めることになる。

## スタッフ
- オリジナル・キャラクター・デザイン、モンスター・デザイン：いのまたむつみ
- シナリオ・ライター：OSSALE KOHTA（林田浩太郎）
- デザイン・ディレクター：ZEPHIRUM
- チーフ・デザイナー：CHING SATO
- アシスタント・デザイナー：NAKA NAKA、NISHI NISHI
- デザイナー：PATER、GAUJI、OH-NO
- チーフ・プログラマー：A・REY
- プログラマー：YU-CHI
- エフェクト・プログラマー：YES-HIP
- アシスタント・プログラマー：ANDY、YES-HIP、UEKEN
- 音楽：KAMO
- サウンド・クリエイター：ANDY
- 効果音デザイナー：KAJI KAJI、KID
- スペシャル・サンクス：BOU=KUN、SUZU SUZU、SHO、HIRO HIRO、HEN-TABU、HARU

## 評価
- ゲーム誌『ファミコン通信』の「クロスレビュー」では、7・6・6・6の合計25点（満40点）、『メガドライブFAN』の読者投票による「ゲーム通信簿」での評価は以下の通りとなっており、19.8点（満30点）となっている。

| 項目 | キャラクタ | 音楽 | お買得度 | 操作性 | 熱中度 | オリジナリティ | 総合 |
| 得点 | 3.6        | 3.3  | 3.0      | 3.0    | 3.2    | 3.6            | 19.8 |
- ゲーム本『メガドライブ大全』（2004年、太田出版）では、戦闘がリアルタイムで進行し呪文を唱えるのに時間が掛かる点などが特徴であると指摘、キャラクター・デザインにいのまたむつみを起用した点などは好意的に評価したものの、戦闘アイコンの分かりづらさや魔物に会う確率が高すぎる事などを否定的に評価、「ヒットの芽を持っていたのに惜しい」と総括した。